# Erik Sparre (författare)

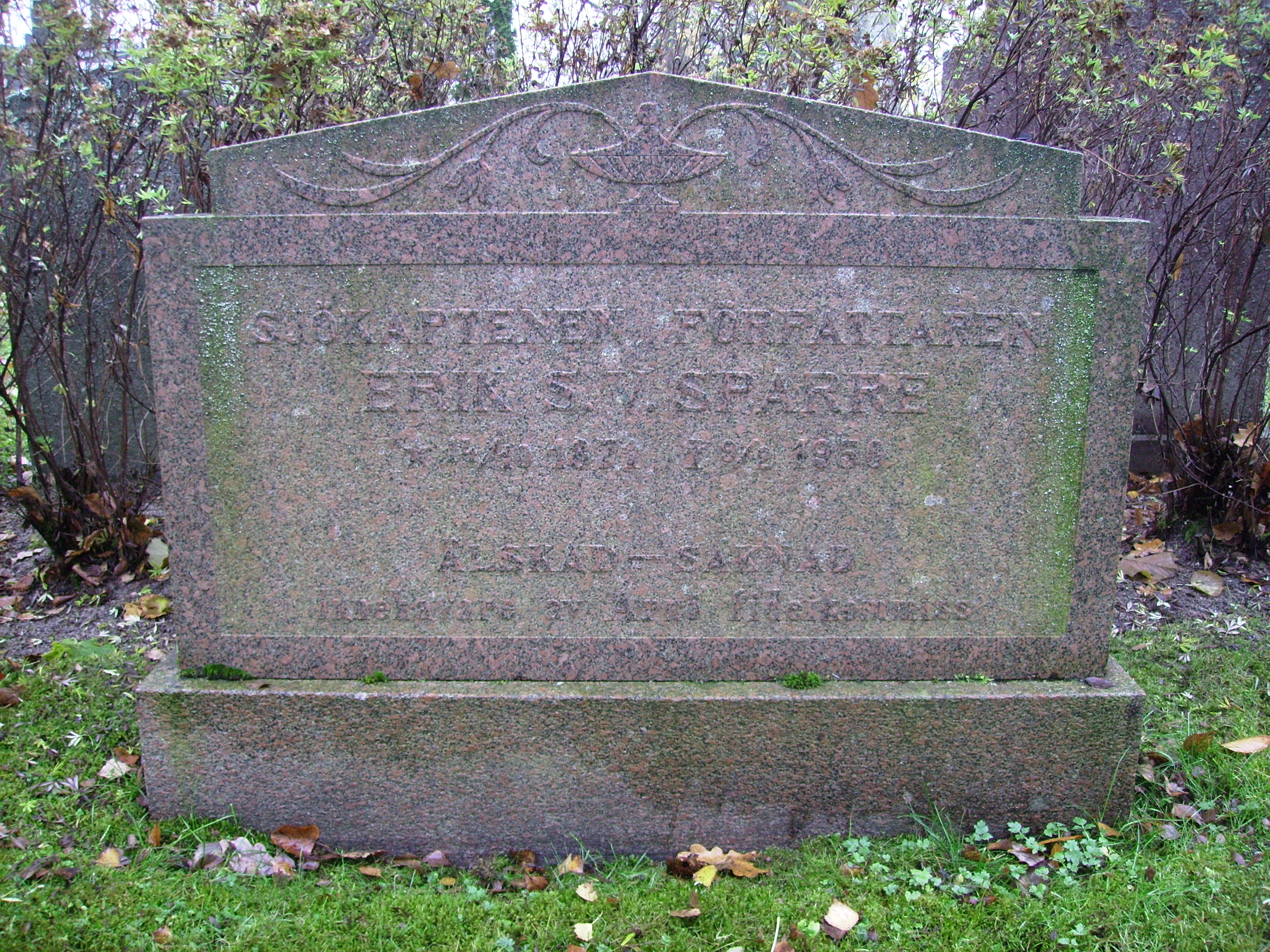
Erik S.V. Sparres gravvård på Västra kyrkogården i Nyköping

Erik Sixten Viktor Sparre af Rossvik, född 14 oktober 1871 i Västra Vingåkers församling, död 9 februari 1950 i Stockholm, var en svensk sjökapten och författare. 
Sparre var sjökapten och fartygsinspektör i Kommerskollegium. Han publicerade under åren 1914–1930 ett 20-tal böcker med sjö-, jakt- och fiskehistorier från Roslagens och Södermanlands skärgård. Han var dessutom flitig medarbetare i jakt- och fisketidskrifter. Han ägde från 1937 släktgodset Arnö herrgård ett fideikommiss som bland andra tillhört hans farfars farfar Fredric Ulric Sparre.
Han var son till majoren och amatörmålaren Ludvig Sparre (1823–1895) och Gerda Sköldberg (1841–1871) samt dotterson till gynekologen Sven Erik Sköldberg. 
Erik Sparre var från 1899 gift med Anna Engström (1873–1959), syster till Albert Engström som i sin tur var gift med Sparres syster Sigrid.